# 1er juillet 2013
Le lundi 1 juillet 2013 est le 182e jour de l'année 2013.

## Décès
- Armand Baeyens 	Coureur cycliste belge, vainqueur d'une étape du Tour de France 1951.
- Texas Johnny Brown 	Guitariste de blues américain. 	85 	(en)[2] [archive]
- Charles Foley 	Inventeur américain, co-créateur du jeu Twister.
- Pisla Helmstetter 	Musicienne tzigane française.
- Ulrich Matschoss 	Acteur allemand.
- Ján Zlocha 	Footballeur tchécoslovaque.

## Événements
- La Croatie achève sa procédure d'adhésion et intègre l'Union européenne.
- La Lituanie prend la présidence tournante de l'Union européenne le 1er juillet et succède à l'Irlande.
- 122e session du CIO pour le choix de la ville organisatrice des Jeux olympiques d'été de 2020.